# 东风路街道 (邵阳市)
东风路街道，是中华人民共和国湖南省邵陽市双清区下辖的一个乡镇级行政单位。

## 行政区划
东风路街道下辖以下地区：
宝东社区、铁砂岭社区、古楼亭社区、邵水桥社区、保宁街社区、通衡街社区、东风路社区和白马社区。